# Sabine Stieger

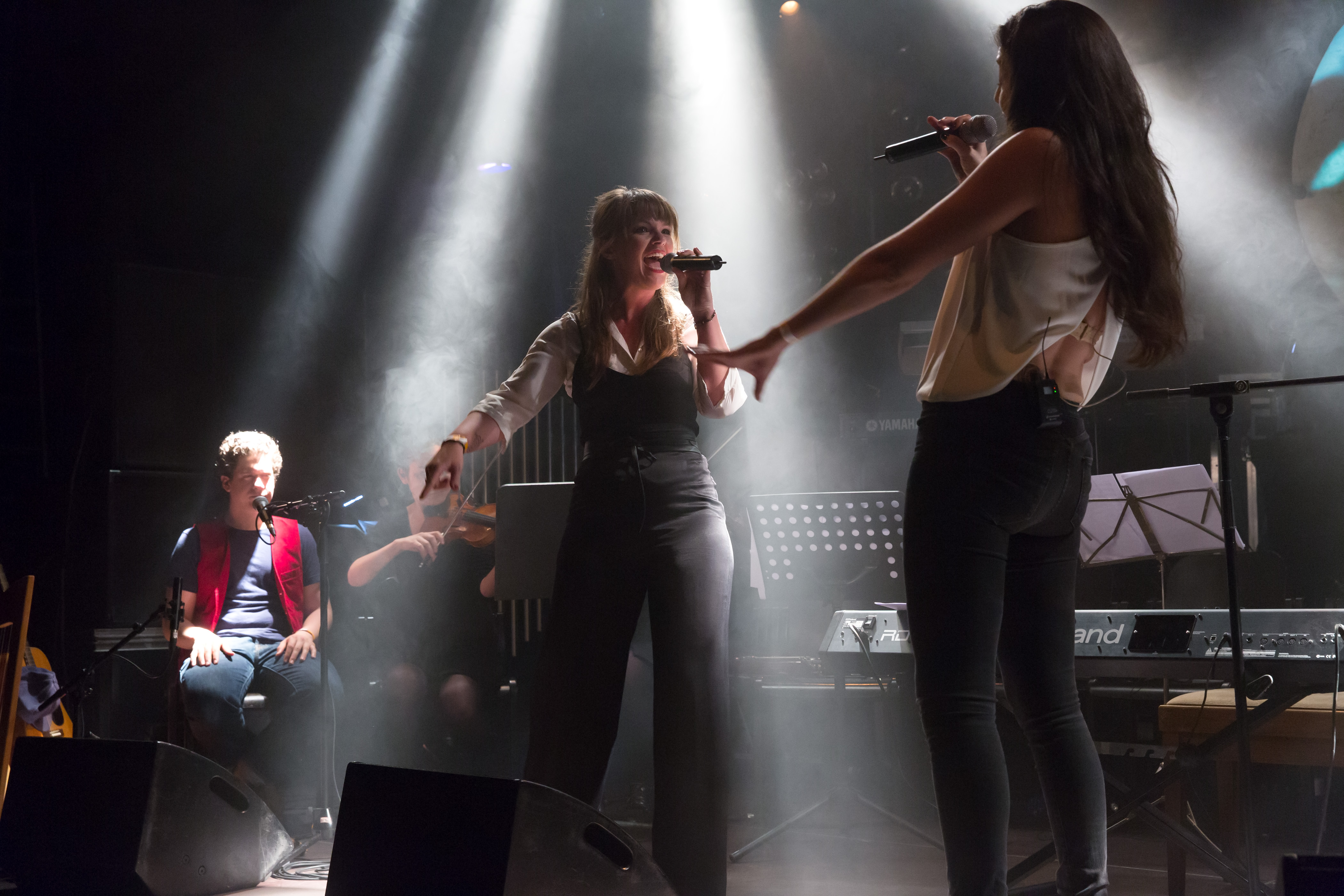
Sabine Stieger (l.) mit Clara Blume (2015)

Sabine Stieger (* 1982 in Steyr) ist eine österreichische Pop-Sängerin.

## Leben
Stieger kommt aus einer Musikerfamilie und stand mit fünf Jahren das erste Mal auf der Bühne; seitdem arbeitet sie an ihrer Karriere als Sängerin. Stieger besuchte fünf Jahre lang die Modefachschule in Linz und studierte am Brucknerkonservatorium in Linz Jazz- und Populargesang. Seit 2011 lebt und arbeitet Sabine Stieger in Hamburg.

## Musikalische Karriere
Bei einem zufälligen Treffen in einem Tonstudio in Steinakirchen wurde die ehemalige Sängerin von „Lucy in the Sky“ (seit Juli 2002) im Dezember 2004 als Sängerin für Global Kryner engagiert.
Kurz später folgten zahlreiche Fernsehauftritte u. a. bei Inas Nacht, 3 nach Neun, bei „40 Jahre Beat-Club“, der Starnacht im Montafon, Starnacht am Wörthersee, bei der ORF-Show „50 Jahre Song Contest“ und beim Eurovision Song Contest 2005 in Kiew.
Unter dem Pseudonym Samy Jones arbeitet Stieger an verschiedenen Pop-, Soul-, R’n’B-Projekten als Texterin, Songwriterin und Sängerin. Am 31. Oktober 2013 endete nach neun Jahren ihre Tätigkeit als Sängerin der Global Kryner mit der Auflösung der Band.
Seit 2014 arbeitet Sabine Stieger künstlerisch unter ihrem bürgerlichen Namen an einem neuen Soloprojekt.

## Diskografie
- Global Kryner: Krynology. Sony BMG (Mai 2005)
- MR feat. SJ: Living in a Waitingroom. skymusic MEDIAPOOL (Dezember 2005)
- Global Kryner: Weg. Sony BMG 2008
- Global Kryner: Live in Luxembourg. Blauzucker/Hoanzl (2009)
- Samy Jones: Under the Surface. Planet M/Hoanzl (2009)
- Global Kryner: Coverstories. Universal Music (2011)
- Samy Jones: Travelling Stranger. Earlab records (2013)
- Sabine Stieger: Sabinschky. Earlab Records (2015)
- Sabine Stieger: Stiegerbalsam. Ear Lab Records (2017)